# Open de Charleroi 1995
L'Open de Charleroi 1995 è stato un torneo di tennis facente parte della categoria ATP Challenger Series nell'ambito dell'ATP Challenger Series 1995. Il torneo si è giocato a Charleroi in Belgio dal 25 settembre al 1º ottobre 1995 su campi in cemento.

## Vincitori

### Singolare
Juan Luis Rascón Lope ha battuto in finale  Chris Wilkinson con il punteggio di 6–7, 6–3, 7–6

### Doppio
Tom Kempers /  Stephen Noteboom hanno battuto in finale  Lionnel Barthez /  Rodolphe Gilbert con il punteggio di 7–6, 7–6